# 프란코 코바체비치

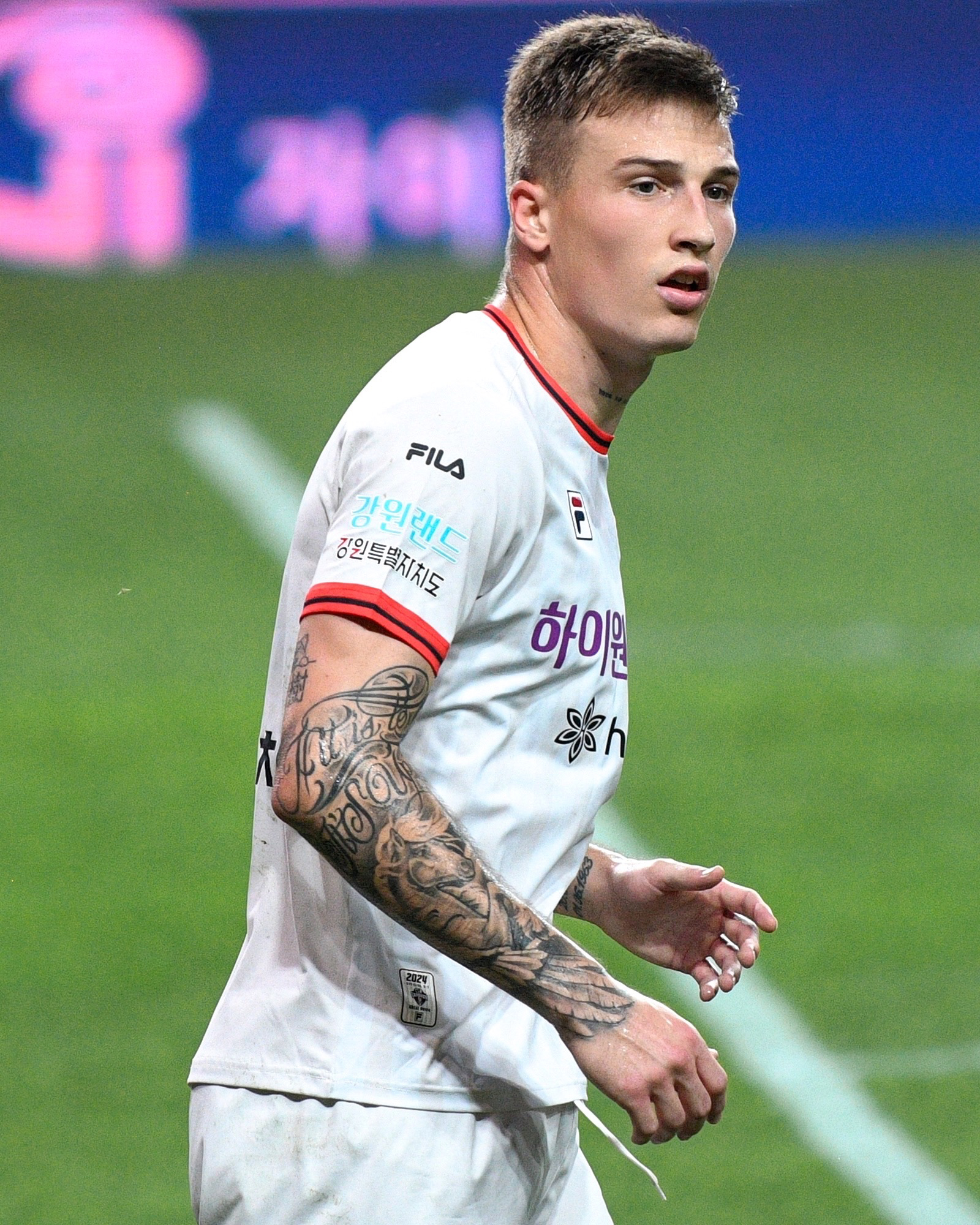
프란코 코바체비치 모습(2024년)

프란코 코바체비치(크로아티아어: Franko Kovačević, 1999년 8월 8일~)는 크로아티아의 축구 선수이다.

## 참고 문헌
- “프란코 코바체비치”. 《강원 FC》. 강원도민프로축구단.